# 衝上雲霄 (電影)
《衝上雲霄》（英語：Triumph in the Skies）為《衝上雲霄系列》的電影版，該片主要是由寰亞電影、天下一電影製作、邵氏影城及邵氏兄弟聯合出品。監製為梁家樹，導演是葉偉信及鄒凱光，由吳鎮宇、鄭秀文、古天樂、張智霖、佘詩曼及郭采潔領銜主演，2014年8月开始拍摄，並由香港航空作為其指定及唯一的影片航空贊助商。

## 故事大綱
年青機師 Branson（古天樂飾），另一身分是富商兒子，從爸爸手上接管生意後，全力打理 Skylette 天頌航空。他對公司的空中服務員 Cassie（佘诗曼飾）照顧有加，原來二人是前度關係，數年前 Branson 因要往紐約接管家族生意，只好無奈跟她暫別，但其實大家心中都一直有對方，只是沒有宣之於口。為幫公司建立新形象，Branson 邀請 Rock Star TM（鄭秀文飾）拍攝宣傳片，並由 Sam（吳鎮宇飾） 擔任拍攝時的飛行顧問，碰巧二人早前為航班誤點有過磨擦，令見面時非常尷尬，但過程中竟又互相發現對方的優點，暗生情愫。顧夏陽 Jayden（張智霖飾）為接受待遇更佳的私人機師一職，離開天頌。一次航程，遇上年輕活潑的女子 Kika（郭采潔飾），起初只覺得她是貪圖金錢、任性妄為的女子，但性格吻合又令兩人火速戀上，正當愛得纏綿之際，Jayden 得悉原來奉行及時行樂的 Kika 的背後另有原因......三段感情，發展都不似預期，但原來只要明白到世事再沒完美，能夠在歲月如歌中找到快樂便已足夠。

## 角色
| 演員   | 角色       | 暱稱／關係 |
| 吳鎮宇 | 唐亦琛     | Sam、Samuel 責任感強，處事認真。一次乘客遲到事件中，Sam 為對所有乘客公平，決定準時起飛，令遲到的天后歌手TM（鄭秀文飾）趕不上飛機。來到拍攝宣傳片，二人再次碰頭，Sam 要求認真，令拍攝進度受阻，機緣下 Sam 更要親自上陣擔演男主角。期間 TM 腰痛發作，難以拍攝下去，但 Sam 以祖傳推拿法為她舒緩痛楚，雙方在不自覺間暗生情愫... 參見衝上雲霄、衝上雲霄II                   |
| 鄭秀文 | 譚 夢      | TM (他媽) 著名 Rock Star，凡事我行我素，性格剛烈的她，屢次傳出與傳媒鬧翻的消息，卻獲 Skylette 老闆Branson 賞識，擔演宣傳片女主角。拍攝期間遇上充當顧問的 Sam，剛強外表終被打破，更主動向 Sam 道出多年的演藝生涯，和一個鮮為人知，關於 TM 這個名字來歷的故事。正當大家開始有感覺之時，廣告拍攝亦告一段落，要到說告別時...                                               |
| 古天樂 | 張春亮     | Branson 年青才俊，張氏國際行政總裁兼董事總經理收購天頌航空，做事果斷，是天頌航空的家族後人，與空中服務員 Cassie（佘詩曼飾）有過一段情，關係若即若離。Branson 興趣是駕駛小型飛機進行花式飛行，在公司他既是老闆亦是機師，但就在接管天頌後首航，遇上氣流，Cassie 為救老婆婆而受傷。原是值得表揚的行徑，但 Branson 為顧及公司形象和免卻麻煩，竟承認疏忽，令二人關係僵化... |
| 張智霖 | 顧夏陽     | Captain Cool、Cool魔、Jayden 灑脫不羈，風流倜儻。離開 Skylette 後，轉職私人飛機機師。一次為富二代執勤，遇上年少輕狂的女子 Kika（郭采潔飾），本對她沒太大好感，但性格吻合又令兩人火速戀上。正當愛得纏綿之際，Jayden 得悉 Kika 行事及時行樂的背後的因由，於是 Jaydan 為讓她感到希望，於是暫時放下冷酷的外表，為Kika付出人生多個第一次... 參見衝上雲霄II                  |
| 佘詩曼 | 潘家詩     | Cassie、阿詩 任職 Skylette 空中服務員，與 Branson 有過一段甜蜜關係，就在情訂終生之際，Branson 爸爸要他到紐約接管家族生意，他只好無奈暫別，並承諾只要事業有成，便會立即向她求婚。但隨後 Branson 爸爸暗中耍手段，希望 Cassie 以後不再跟兒子聯絡。故當 Branson回流接管 Skylette 時，她仍心存芥蒂，不敢接納他的愛，加上氣流意外一事，令二人關係惡化...                     |
| 郭采潔 | 薛健雅     | Kika 性格率真，樂天知命。雖身患重病，卻不願死守醫院接受治療，寧願四處遊歷，精彩地過餘下生命，更定下生前“Must Do List”，只求活得精彩。可幸是上天沒有對 Kika 閉眼，讓她遇上 Jayden，完成“Must Do List”上 Kika 最期待的一項，但有得有失，上天偏偏在這時令她病發... |
| 朱 璇  | Winnie     | 空姐 Tony之女友 顧夏陽之前女友 |
| 劉俊孝 | Tony       | 私人飛機公司老闆，後與天頌合併成“Skyplus” Winnie之男友 顧夏陽之上司 |
| 馬國明 | 高志宏     | Roy 機師 方芮嘉之男友 參見衝上雲霄、衝上雲霄II |
| 江美儀 | 方芮嘉     | Heather、Head姐 高級機艙事務長 高志宏之女友 參見衝上雲霄II |
| 恭碩良 | TM經理人   | 客串 |
| 簡淑兒 | 機艙服務員 | 客串 |
| 廖京生 | 張春亮父親 | 客串 |

## 電影歌曲
| 曲別   | 歌名                 | 作曲         | 作詞        | 編曲                     | 演唱   |
| ------ | -------------------- | ------------ | ----------- | ------------------------ | ------ |
| 主題曲 | 《歲月如歌》         | 徐偉賢       | 劉卓輝      | 劉志遠                   | 陳奕迅 |
| 插曲   | 《Over The Rainbow》 | Arlen Harold | Harburg E Y | 盧凱彤╱蔡德才 @ 人山人海 | 鄭秀文 |

## 评价
1905电影网写道：“这部由中年人给年轻观众上演的爱情故事，完全把飞翔的事情放在了一边，彻头彻尾的投入到你侬我侬中，无法自拔。浮夸的画面和称不上合格的故事，真的很有《小时代》的感觉，可惜后者还有小鲜肉和对社会热潮的响应（尽管是肤浅的）。而《冲上云霄》就真的什么都没有了，反倒还把电视剧的那些精华都损失殆尽。”

## 票房
中国大陆首周四天收获8050万人民币列第六位。

## 外部連結
- 官方網頁 （页面存档备份，存于）
- 衝上雲霄的Facebook專頁
- 衝上雲霄的新浪微博
- 衝上雲霄的Instagram帳戶